# David Fitter
Pas d'image ? Cliquez ici

a Compétitions nationales et continentales officielles uniquement.

b Matchs officiels uniquement.
Dernière mise à jour le 23 juillet 2018.
 David Fitter, né le 27 janvier 1977 à Melbourne (Australie), est un joueur de rugby à XV qui joue avec l'international australien évoluant au poste de pilier (1,83 m pour 114 kg).

## Carrière

### En club
- 2003-2005 : ACT Brumbies
- 2006 : Western Force
- 2006-2007 : London Irish

Il a joué sept matchs de Super 12 avec les Brumbies en 2005 et onze matchs de Super 14 en 2006 avec Western Force.

### En équipe nationale
Il a disputé son premier test match le 19 novembre 2005 contre l'équipe d'Irlande. 

## Palmarès
- 2 test matchs avec l'équipe d'Australie